# Otto Friedrich Stern
Otto Friedrich Stern (* 1868 in Waldböckelheim; † 22. September 1902 ebendort) war ein deutscher Physiker und Assistent von Wilhelm Conrad Röntgen zur Zeit der Entdeckung der Röntgenstrahlung 1895 in Würzburg. 

## Leben

### Studium in Würzburg
Zu einem nicht mehr näher bestimmbaren Zeitpunkt nahm Stern das Studium der Physik an der Königlich Bayerischen Julius-Maximilians-Universität Würzburg auf und wurde in der Folge, jedenfalls vor 1892, Assistent am Physikalischen Institut.  Seit 1892 verkehrte er als Gast bei der Landsmannschaft Teutonia Würzburg. 1895 erhielt er deren Bandschleife und 1897 schließlich deren Band.
1893 promovierte Stern bei Röntgen „Über den Einfluss des Druckes auf das elektrische Leitungsvermögen einiger Säuren und Salzlösungen“ zum Doctor philosophiae (Dr. phil.). Die erforderlichen Versuche hatte er im Lauf des Jahres 1892 am Physikalischen Institut der Universität Würzburg durchgeführt. Röntgen veröffentlichte 1893 einige Ergebnisse der Arbeit  und wies darauf hin, dass es sich um die Fortführung von Arbeiten Finks, einem seiner Doktoranden in Gießen, handele. Röntgen erwähnte auch, dass er die Untersuchungen zusammen mit Stern vorgenommen habe und weitere Daten in Sterns Dissertationsschrift veröffentlicht würden.
Am 8. November 1895, zur Zeit der Entdeckung der nach Röntgen benannten Strahlung, war Stern neben dem 1. Assistenten Max Wien und dem jüngeren Assistenten Julius Hanauer einer der drei Assistenten Röntgens.

### Vorführung der Röntgenstrahlung vor Wilhelm II. in Berlin
1896 begleitete Stern Röntgen zur Vorführung der Röntgenstrahlung vor Kaiser Wilhelm II. und dessen Gemahlin sowie Militärs, Politikern und Wissenschaftlern nach Berlin. Wilhelm II. wollte Röntgens Entdeckung mit eigenen Augen sehen. Röntgen sollte sie am Sonntag, dem 12. Januar 1896, um 17 Uhr im „Sternensaal“ des Stadtschlosses vorführen. Stern war damit beauftragt worden, die Vorführung in Warburgs Laboratorium, das die Ausrüstung bereitstellte, vorzubereiten und im Übrigen zu assistieren. Gleichfalls um Assistenz gebeten worden war der Professor der Chemie und spätere Nobelpreisträger (1902) Emil Fischer (1852–1919). Über die erfolgreiche Vorführung wurde in den nächsten Tagen ausführlich in der Presse berichtet.

### Übersiedlung nach Paris und Tod
1898 erhielt Stern ein Angebot des Unternehmens Hélios, eines Herstellers optischer Geräte in Paris, zur Leitung des Unternehmenslaboratoriums. Er gab seine akademische Karriere auf und siedelte im Frühjahr 1899 nach Paris über.
Stern starb drei Jahre später nach „furchtbarer Krankheit“ im Alter von 34 Jahren.